# Le Pharaon (roman)
 (février 2020).
Pour les articles homonymes, voir Le Pharaon, Pharaon et Pharaon (homonymie).
Le Pharaon (en polonais Faraon) est le cinquième et dernier roman majeur de l'écrivain polonais Bolesław Prus (1847-1912). Composé sur un an en 1894-1895, sérialisé en 1895-1896 et publié sous forme de livre en 1897, c'est le seul roman historique d'un auteur qui avait auparavant désapprouvé les romans historiques au motif qu'ils déformaient inévitablement l'histoire.